# Forever (In This Moment)
Forever è un brano del gruppo heavy metal statunitense In This Moment appartenente al loro secondo album in studio, The Dream. È il primo singolo estratto dall'album ed è stato pubblicato il 19 agosto 2008 dalla Century Media Records.

## Il brano
La canzone mostra un nuovo suono per la band, con uno strumentale meno pesante e con un ampio uso della voce pulita a sfavore dello scream da parte di Maria Brink, .

## Significato della canzone
Maria ha detto che la canzone è stata ispirata dal suo amore per suo figlio, Davion, che ha dato alla luce all'età di 15 anni.

## Video musicale
Il video musicale mostra il gruppo che suona il brano su una spiaggia, con Maria che viene mostrata anche mentre canta sott'acqua simile ad una medusa. È stato girato in un enorme acquario ed è stato pubblicato il 23 settembre 2008.

## Formazione
- Maria Brink – voce
- Chris Howorth – chitarra solista
- Blake Bunzel – chitarra ritmica
- Jesse Landry – basso
- Jeff Fabb – batteria